# آپارسیدا دی گویانیا
آپارسیدا دی گویانیا (به پرتغالی: Aparecida de Goiânia) یک شهر در برزیل است که در گوییاس واقع شده‌است.

## خصوصیات
آپارسیدا دی گویانیا ۲۹۰٫۱ کیلومترمربع مساحت و ۵۰۴٬۲۸۰ نفر جمعیت دارد و ۸۰۸ متر بالاتر از سطح دریا واقع شده‌است.